# Josef Dirnberger

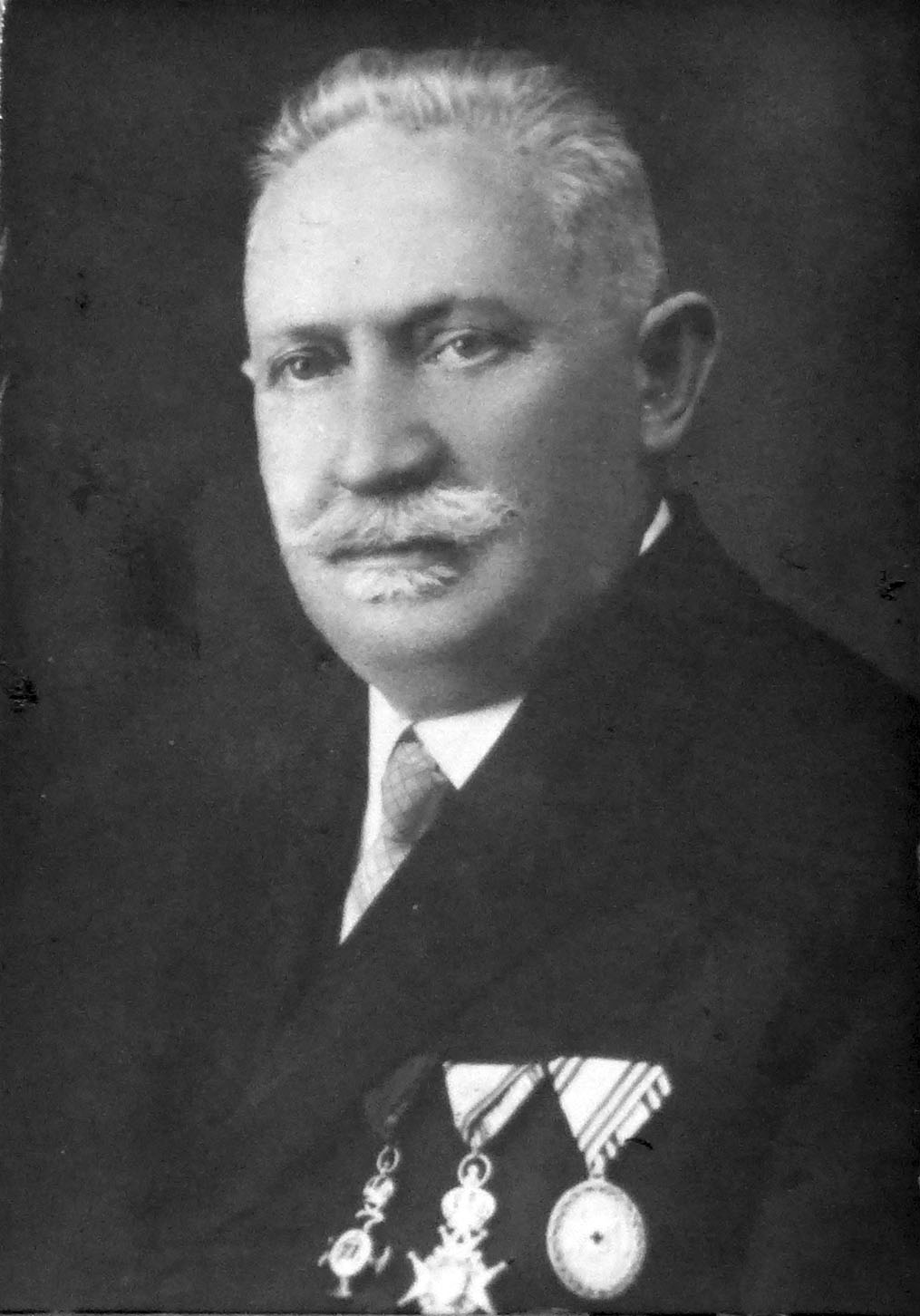
Josef Dirnberger

Josef Dirnberger (* 29. Februar 1872 in Naarn im Machland; † 4. Juli 1937 in Perg, Oberösterreich) war ein österreichischer Bildhauer und Politiker. 

## Leben und Beruf

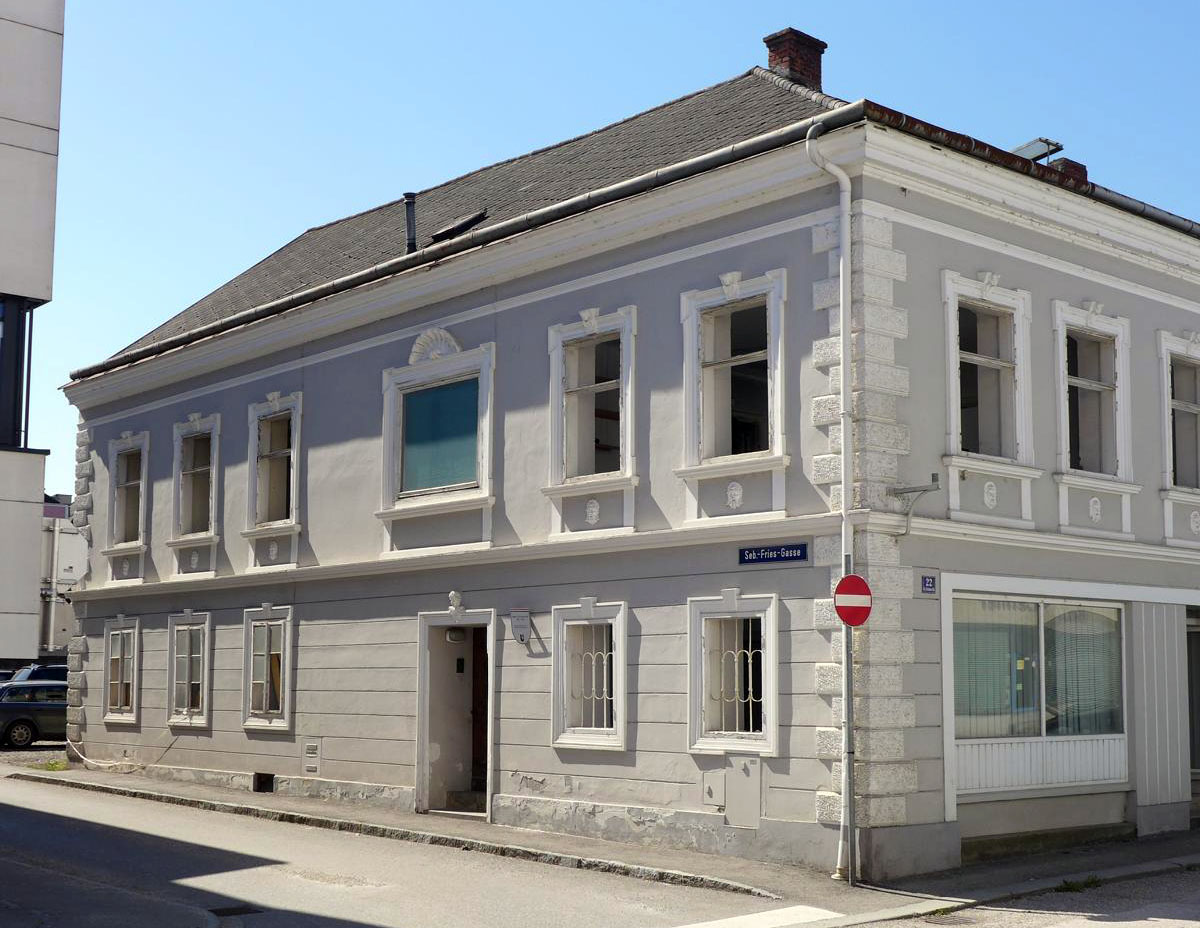
Palk- bzw. Dirnbergerhaus vor dem Abriss im Jahr 2020

Josef Dirnberger heiratete 17. November 1902 Theresia, geborene Palk, geboren 8. Februar 1881 in Langschlag in Niederösterreich. Theresias Vater war Tischlermeister Franz Palk. Dieser hatte 1886 in Perg das Haus Markt Nr. 32 in der Badgasse gekauft (heutige Adresse Dr. Schoberstrasse Nr. 22).  
Es gab zwei Kinder. Die Tochter Gertrude Dirnberger, verheiratet mit Rupert Sterrer, hatte den Sohn Wolfgang. Er wurde der bekannte Meereszoologe Dr. Wolfgang Erasmus Sterrer. 
Als Holzbildhauer wirkte Josef Dirnberger unter anderem an der Erneuerung der Perger Pfarrkirche mit. Seine Werke befinden sich auch in den Kirchen der Umgebung von Perg. Dazu gehört die neuromanische Ausstattung der Wallfahrtskirche Maria Laab in der Gemeinde Naarn im Machland. Die Dirnbergerstraße in Perg ist nach ihm benannt.

## Politik
Zwischen 1910 und 1934 war er Bürgermeister von Perg. Während seiner Amtszeit wurden die heutige Hauptschule in der Linzerstrasse, das Elektrizitätswerk Kegelschmiede im Naarntal und das Sparkassengebäude am Hauptplatz errichtet. 
1918 entsandten ihn die Deutschnationalen, eine Gruppierung der späteren Großdeutschen Volkspartei, in die Provisorische Landesversammlung Oberösterreich, anschließend war er von 1919 bis 1931 oberösterreichischer Landtagsabgeordneter. Dirnberger war ein guter Redner und vertrat vor allem die Interessen des Gewerbes.